# 哈斯拜亞區
33°23′55″N 35°40′58″E / 33.3985°N 35.6829°E

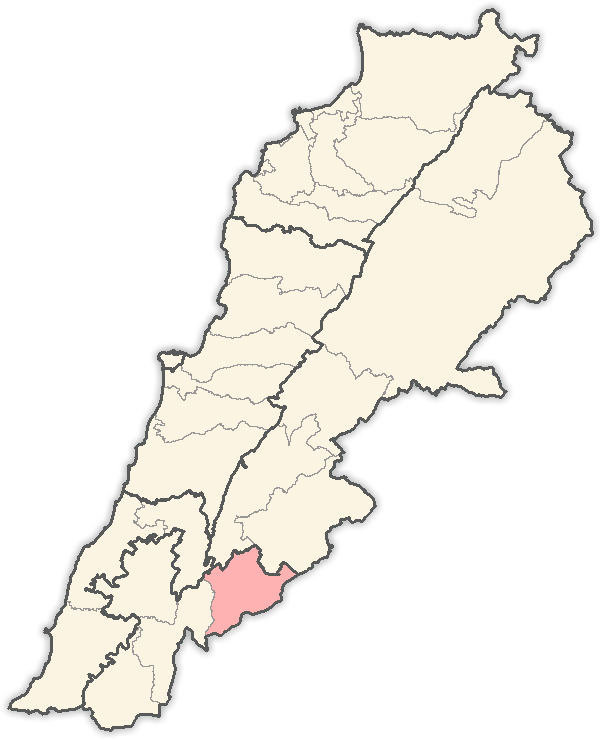

哈斯拜亞區（阿拉伯语：‎）是黎巴嫩奈拜提耶省的區份，位於該國東南部，首府設於哈斯拜亞，面積265平方公里，1996年人口19,460，人口密度每平方公里73人。